# Ultra Caos Stockholm

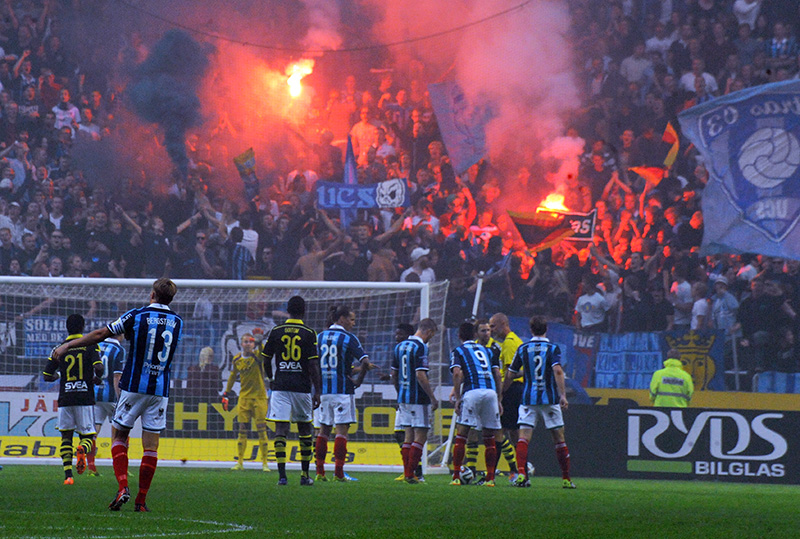
UCS på Friends Arena i Stockholmsderby mot AIK.

Ultra Caos Stockholm, även känt som UCS, är Djurgårdens IF:s ultrasgruppering. Ultrasgruppen bildades den 2 oktober 2003 i samband med Djurgårdens IF:s svenska-cup kvartsfinal mot AIK på Stockholms stadion.